# Giglio Campese
Giglio Campese è una frazione del comune italiano di Isola del Giglio, nella provincia di Grosseto, in Toscana.

## Geografia fisica
Giglio Campese è una moderna località balneare situata sulla costa occidentale dell'isola, davanti ad un'ampia spiaggia racchiusa in una baia, la cui estremità meridionale è delimitata dal suggestivo Faraglione dell'isola del Giglio, mentre l'estremità settentrionale è chiusa dalla cinquecentesca Torre del Campese. Presso la torre di guardia sorge un approdo turistico per piccole imbarcazioni di turisti e di pescatori.

## Monumenti e luoghi d'interesse

### Architetture religiose
- Chiesa di San Rocco al Campese, moderno edificio di culto costruito nel 1990 nei pressi della torre medicea.[1]

### Architetture militari
- Torre del Campese, all'estremità settentrionale della spiaggia di Giglio Campese, fu fatta costruire nella seconda metà del XVI secolo da Cosimo I de' Medici con funzione di difesa antisaracena, oggi restaurata ma adibita a residenza privata.

## Società

### Evoluzione demografica
Quella che segue è l'evoluzione demografica della frazione di Giglio Campese.
| Anno | Abitanti |
| ---- | -------- |
| 1961 | 286      |
| 1981 | 153      |
| 2001 | 154      |
| 2011 | 187      |

## Cultura

### Eventi
Il 16 agosto si tiene al Campese la festa del patrono San Rocco, con show, concerti, spettacoli in piazza e fuochi d'artificio.